# Cruddasia craibii
Cruddasia craibii är en ärtväxtart som beskrevs av Chawalit Niyomdham. Cruddasia craibii ingår i släktet Cruddasia, och familjen ärtväxter. Inga underarter finns listade i Catalogue of Life.